# Mesón Nuevo
Mesón Nuevo är en ort i Mexiko.   Den ligger i kommunen Tarímbaro och delstaten Michoacán de Ocampo, i den södra delen av landet, 220 km väster om huvudstaden Mexico City. Mesón Nuevo ligger 1 907 meter över havet och antalet invånare är 1 324.
Terrängen runt Mesón Nuevo är kuperad åt nordväst, men åt sydost är den platt. Runt Mesón Nuevo är det tätbefolkat, med 411 invånare per kvadratkilometer. Närmaste större samhälle är Morelia, 12,8 km söder om Mesón Nuevo. I omgivningarna runt Mesón Nuevo växer huvudsakligen savannskog.